# Калининский район (Чебоксары)
Кали́нинский райо́н (чув. Калинин районě) — один из трёх районов города Чебоксары, охватывающий восточную часть города. 
Площадь территории района — 40,83 км². Территория — восточная часть Чебоксарского городского округа.

## Границы района
В западной и северной части граничит с Ленинским и Московским районами.
В западной части граница проходит по руслу реки Кайбулка до пересечения с улицей Гагарина. По ограждению центрального стадиона им. 60 лет Октября, по улице Цивильской, до пересечения с улицей Николаева. От пересечения вдоль забора Чебоксарского хлебоприемного пункта до северо-восточного угла ограждения ТОО «Юнона-2», находящегося между железнодорожными ветками. Далее по ограждению и правой стороне объездной дороги идущей со стороны «ЖБК-9», из-под путепровода до оси проспекта Мира, по оси проспекта до пересечения с Эгерским бульваром и по его оси до пересечения русла реки Кукшум.
Далее, по руслу реки граница идет на запад до пересечения с проспектом И. Яковлева и по оси проспекта и Канашского шоссе на юг с включением территории ЗАО фирма «Чебоксарская керамика» до пересечения с ручьём. Далее граница идет на северо-восток и север по границе Чебоксарского городского округа до соединения с границей территории Московского района.

## Население
| 1979     | 1989     | 2002     | 2009     | 2010     | 2012     | 2013     | 2014     | 2015     |
| -------- | -------- | -------- | -------- | -------- | -------- | -------- | -------- | -------- |
| 105 838  | ↗150 852 | ↘148 666 | ↘148 539 | ↗149 288 | ↗149 928 | ↗150 788 | ↗151 038 | ↗151 630 |
| 2016     | 2017     | 2018     | 2019     | 2020     | 2021     |          |          |          |
| ↗152 693 | ↗156 656 | ↗159 602 | ↗162 598 | ↗164 236 | ↗172 945 |          |          |          |

## История

Бюст М.И.Калинина на улице его имени

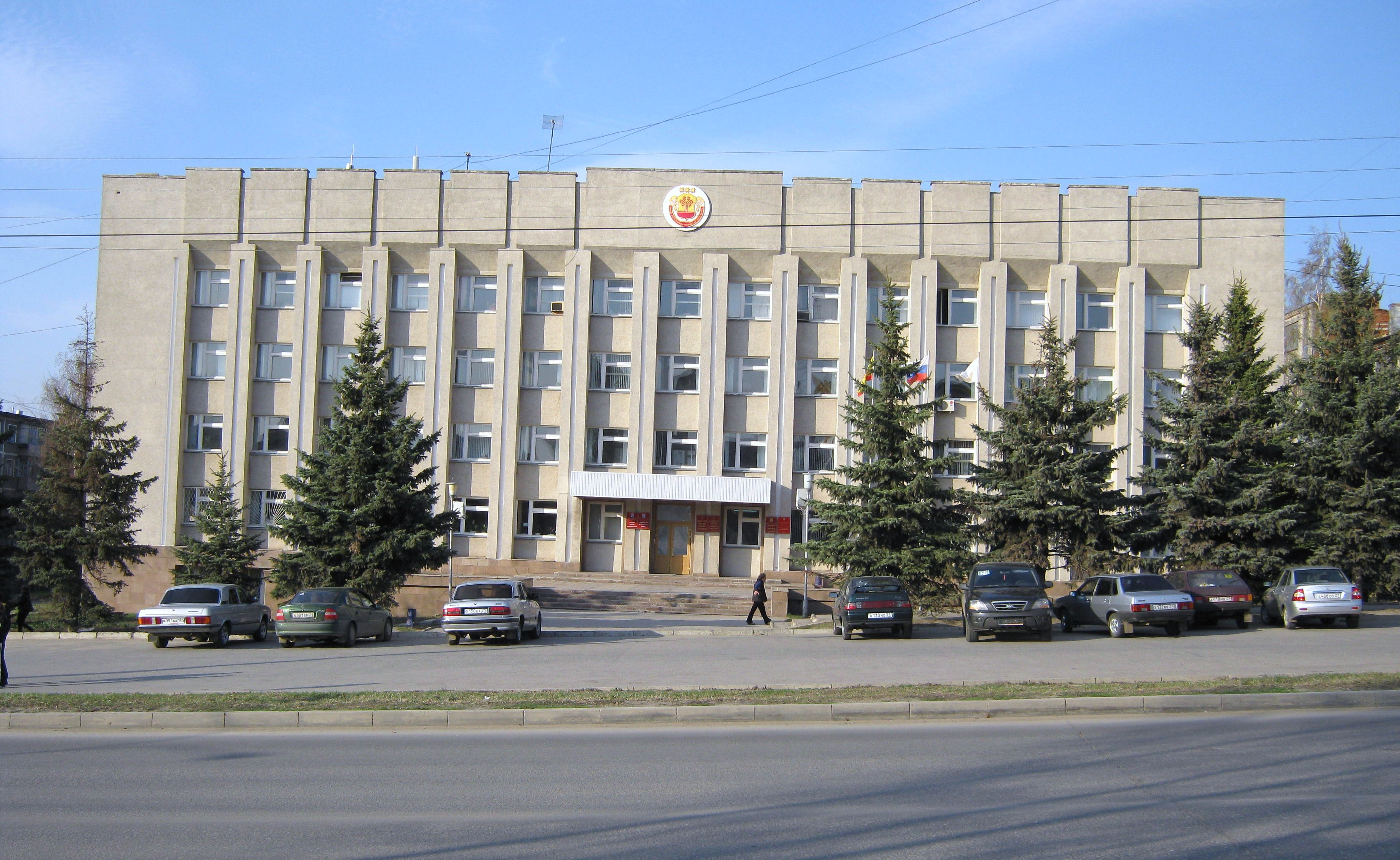
Администрация Калининского района

Район образован 22 июня 1973 года. 4 апреля 1973 года Президиум Верховного Совета Чувашской АССР принимает решение о разделении города Чебоксары на три административных района: Московский, Ленинский и Калининский.
Район назван в честь советского партийного и государственного деятеля М. И. Калинина, с которым связана история Чувашской Республики.
В нынешних границах район утверждён в 2008 году.

## Экономика
В районе сосредоточены крупнейшие промышленные предприятия республики. Ведущие из них — Промтрактор, Чебоксарский агрегатный завод, Текстильмаш, Чувашкабель, Энергозапчасть, Чебоксарская чулочно-трикотажная фабрика, Чебоксарская лентоткацкая фабрика.
На территории района расположены важные объекты жизнеобеспечения города: ЧМУПП «Водоканал», МУП «Горсвет», филиал «Чебоксарыгоргаз» ОАО «Чувашсетьгаз», ООО «Коммунальные технологии», МУП «Дорэкс», ОАО ТГК-5 Чувашский филиал ОСП «Чебоксарская ТЭЦ-1», ОАО ТГК-5 Чувашский филиал ОСП «Чебоксарская ТЭЦ-2» и т.д.

## Инфраструктура района

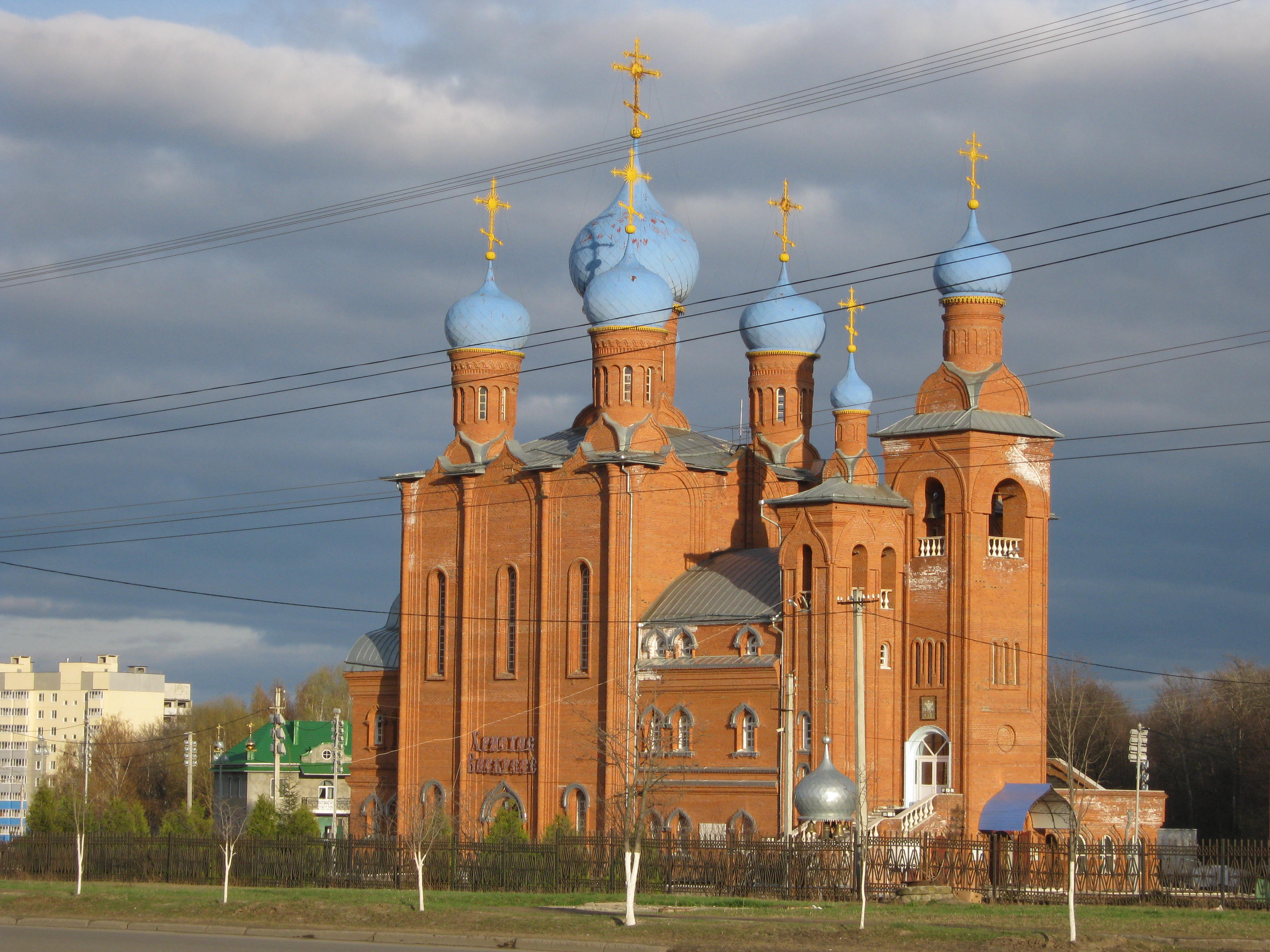
Церковь Новомучеников и Исповедников Российских в Новоюжном микрорайоне

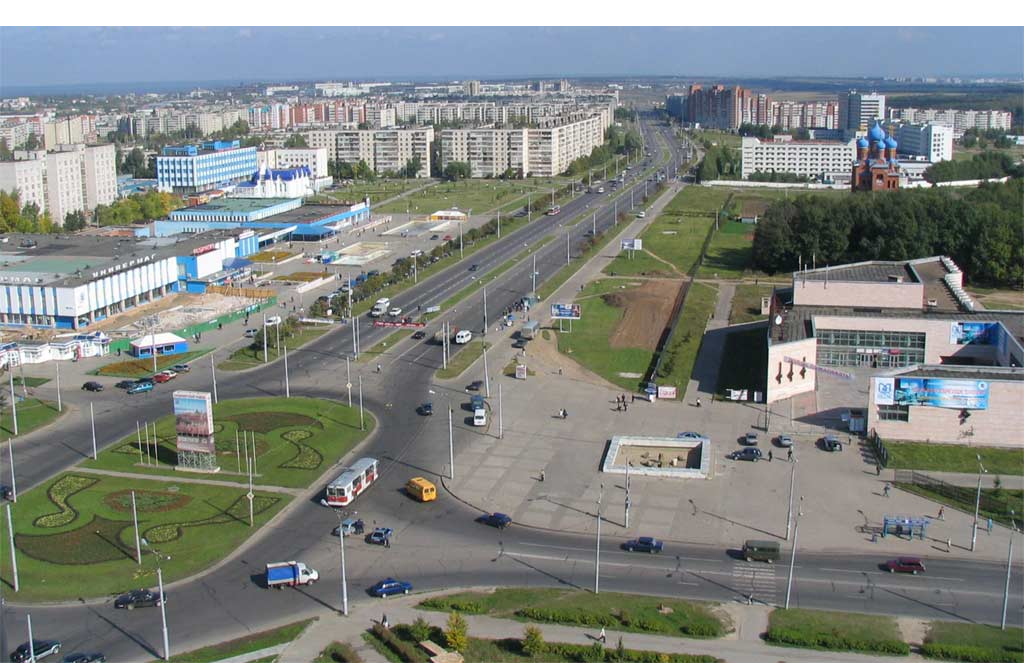
Вид на Новоюжный микрорайон

Район состоит из шести жилых зон старой и новой застройки. Включает микрорайоны Альгешево, Южный, Восточный, Новоюжный и т.д.
Основные магистрали — улицы Ашмарина, Калинина, Гагарина, Николаева, Ленинского комсомола, проспекты Мира и Тракторостроителей, Эгерский бульвар.
Действует 123 продовольственных магазина, 54 промышленных, 20 смешанных, 75 предприятий общественного питания, 100 предприятий бытового обслуживания и 5 рынков, в том числе автомобильный рынок «Поволжье» ЗАО «Эверест».
Одной из достопримечательностей района является памятник архитектуры — Воскресенская церковь с Домом причта (XVIII век).